# Tommaso Bezzi
Tommaso Bezzi, detto lo Stucchino (Venezia, circa 1650 – Modena, 1729), è stato uno scenografo, pittore e architetto italiano.

## Biografia
Tommaso Bezzi nacque a Venezia intorno al 1650.
Tommaso e suo fratello Paolo furono i capostipiti di una famiglia di scenografi, pittori e architetti attivi nel mondo del teatro del XVII e del XVIII secolo, nel quale si distinsero per la realizzazione delle scene, delle decorazioni, dei costumi per gli spettacoli melodrammatici.
Tommaso fece apprendistato lavorando a Venezia sotto la guida e gli insegnamenti della famiglia dei Mauro e con Francesco Santurini, rinomati scenografi veneziani.
La documentazione storica indicò la quasi contemporanea attività di Tommaso a Modena, nel 1688 al Teatro Fontanelli  e l'anno seguente a Venezia per l'apertura della stagione autunnale del Teatro Sant'Angelo.
Tommaso fu definito dai documenti dell'epoca «padre della scena, ricco di idee portentose e di virtù eccezionali provate dalla possibilità di spiccare più voli in un medesimo tempo in diversi luoghi».
Tra il 1689 ed il 1694 Tommaso Bezzi creò le scene del Tolomeo e Seleuco di Adriano Morselli (1691), della Iole Regina di Napoli di Giulio Cesare Corradi (1692), per il Teatro dei Santissimi Giovanni e Paolo e dell'Alfonso I, dramma di M. Noris, rappresentato al Teatro Vendramin nel 1694, tutte musicate da Carlo Francesco Pollarolo.
Al Teatro Sant'Angelo, invece, lavorò, oltre alla Rosaura, anche al Creonte e alla Falsirena di R. Cialli, musicati da Marc'Antonio Ziani.
Nel 1700, Tommaso Bezzi fu assunto dal duca Rinaldo di Modena nella carica di "architetto e ingegnere ducale" e da quel momento solo saltuariamente tornò a lavorare per i teatri veneziani.
Tra i suoi successivi impegni, si possono menzionare le scenografie del Venceslao, di Apostolo Zeno e Pollarolo, al Teatro San Giovanni Grisostomo (1703), che tra l'altro fu progettato proprio dall'architetto Tommaso Bezzi.
La fama di Tommaso si diffuse tra la fine del XVII secolo e gli inizi del XVIII  secolo e fu molto apprezzato come ingegnere geniale inventore di macchine per gli effetti speciali.
Cesare Campori, uno dei suoi primi biografi, lo definì «architetto, macchinista, pittore, disegnatore; ingegno universale, di fervida e sbrigliata fantasia, pronto all'inunaginare e all'eseguire».
Campori sostenne che Bezzi lavorò anche come scultore in cera; come architetto progettò, probabilmente, le chiese di San Domenico e di Santa Margherita a Modena, oltre a realizzare l'altare maggiore in ricco stile marmoreo barocco della chiesa di Santa Maria in Araceli di Vicenza (1696).
Egli fu il responsabile dell'organizzazione degli spettacoli, dei tornei e di tutte le cerimonie dell'epoca nelle città dove soggiornò. Progettò le macchine funerarie per Carlotta Felicita di Brunswick-Lüneburg duchessa di Modena (1711), ma anche i fuochi artificiali per la nascita di Leopoldo Giovanni d'Asburgo.
Tra le città dove Tommaso lavorò come scenografo e ingegnere vi furono anche Reggio Emilia e Milano, dove nel 1703, al Teatro Regio Ducale, realizzò due spettacoli importanti, l'Admeto re di Tessaglia di P. Magni e l'Ascanio del Pollarolo.
Lo stile di Tommaso Bezzi creò una scuola, nella scenografia, seguita da numerosi allievi, come G. B. Fassetta e G. Santini.
Tommaso Bezzi morì a Modena il 23 febbraio del 1729.